# Thiraphong Yangdi
Thiraphong Yangdi (thailändisch ธีรพงษ์ ยังดี, * 10. Januar 2002), auch als Sama bekannt, ist ein thailändischer Fußballspieler.

## Karriere
Thiraphong Yangdi erlernte das Fußballspielen in der Jugendmannschaft vom Chainat Hornbill FC in Chainat. Hier unterschrieb er 2019 auch seinen ersten Profivertrag. Sein Debüt im bezahlten Fußball gab er am 22. Februar 2020 am 2. Spieltag im Spiel gegen Chiangmai United FC, als er in der 76. Minute für Kristada Srivanich eingewechselt wurde. Für Chainat bestritt er 31 Zweitligaspiele. Zu Beginn der Saison 2023/24 wechselte er im Sommer 2023 zum Drittligisten Lopburi City FC. Mit dem Verein aus Lop Buri spielte er 19-mal in der Western Region der Liga. Im Sommer 2024 zog es ihn in den Süden von Thailand. Hier unterschrieb er in Songkhla einen Vertrag bei dem in der Southern Region spielenden Songkhla FC. Am Ende der Saison 2024/25 feierte er mit dem Verein die Meisterschaft der Region. Am 19. April 2025 stand er mit Songkhla im Finale des Thai League 3 Cups. Hier verlor man im BG Stadium gegen den Thonburi United FC mit 5:4 im Elfmeterschießen.

## Erfolge
Songkhla FC
- Thai League 3 – South: 2024/25

- Thai League 3 Cup-Finalist: 2024/25